# Вальдевакас-де-Монтехо
Вальдевакас-де-Монтехо (ісп. Valdevacas de Montejo) — муніципалітет в Іспанії, у складі автономної спільноти Кастилія-і-Леон, у провінції Сеговія. Населення — 31 особа (2010).
Муніципалітет розташований на відстані близько 120 км на північ від Мадрида, 75 км на північний схід від Сеговії.

## Демографія
Динаміка населення (INE ):